# Ronny Thorsen
Ronny Thorsen (Kristiansand, Vest-Agder, Noruega; 3 de enero de 1978) es un vocalista noruego, muy notable además como compositor del género gótico y metal sinfónico.
Es más conocido por ser el único miembro constante de la banda Trail of Tears, de la cual fue uno de sus fundadores.
También ha colaborado como músico de sesión con su característica voz áspera y gutural con agrupaciones como Blood Red Throne y Scariot y fue invitado además por la reconocida Tristania en el 2001.
El año 2005 en los Napalm Awards de Napalm Records, se colocó a Ronny Thorsen en el tercer lugar en la categoría de Artista del Año y Mejor Vocalista Masculino
En 2013, luego de la separación oficial de Trail of Tears. Thorsen fundó la agrupación Viper Solfa, un proyecto en colaboración con exmiembros de Trail of Tears, Dimension F3H y otros. En 2015, lanzaron su álbum debut Carving an Icon.

## Discografía[1]

### ConTrail of Tears
- Natt (demo, 1996) (nombre original de Trail of Tears)
- When Silence Cries (demo, 1997)
- Disclosure in Red (1998)
- Profoundemonium (2000)
- A New Dimension of Might (2002)
- Free Fall Into Fear (2005)
- Existentia (f2007)
- Bloodstained Endurance (2009)
- Oscillation (2013)

### ConViper Solfa
- Carving an Icon (2015)

### Como invitado o músico de sesión
- Deathmix 2000 por Blood Red Throne (demo, 2000)
- Deathforlorn por Scariot (álbum, 2000)
- World of Glass por Tristania (álbum, 2001)